# 왕관일
왕관일(王冠一, Patrick Wong)은 홍콩 금융 평론가로, 이전에는 왕문웅(王文雄)으로 알려져 있습니다. 그는 관이 자산운용의 수석 전략가, 홍콩투자경영대학원 자문단 위원장, 마카오 아시아국제방송대학(2011년 마카오시립대학교로 개칭)의 방문 교수를 역임하고 있습니다.